# Coelotes oshimaensis
Coelotes oshimaensis är en spindelart som beskrevs av Matsuei Shimojana 2000. Coelotes oshimaensis ingår i släktet Coelotes och familjen mörkerspindlar. Inga underarter finns listade i Catalogue of Life.